# Траоре, Ула
Ула Абасс Траоре (фр. Oula Abass Traoré; род. 29 сентября 1995, Бобо-Диуласо) — буркинийский футболист, защитник клуба «Дуанес». Выступал в национальной сборной Буркина-Фасо.

## Карьера

### Начало карьеры
Футбольную карьеру начал в буркинийском клубе «Расинг», став в дебютном сезоне победителем чемпионата. В октябре 2017 года перешёл в клуб «Салитас» вместе с которым стал обладателем Кубка Буркина-Фасо. В ноябре 2020 года футболист перешёл в гвинейский клуб «Хоройя». Вместе с клубом стал двукратным победителем Лиги 1. В июле 2022 года покинул клуб.

### «Львов»
В феврале 2023 года появилась информация, что футболист продолжит карьеру в украинском «Львове». В конце месяца футболист подписал контракт с клубом. В марте 2023 года львовский клуб официально представил буркинийского футболиста. Дебютировал за клуб 6 марта 2023 года в матче против «Миная», выйдя на поле в стартовом составе. Футболист пропустил большую часть сезона, а также закончил чемпионат на последнем месте, вылетев в Первую Лигу. Летом 2023 года футболист покинул украинский клуб.

## Международная карьера
Летом 2019 года получил вызов в национальную сборную Буркина-Фасо. Дебютировал за сборную 9 июня 2019 года в товарищеском матче против сборной Демократической Республики Конго. В декабре 2021 года вместе со сборной отправился на Кубок африканских наций. Сам футболист весь турнир пробыл на скамейке запасных и занял итоговое 4 место.

## Достижения
«Расинг» Бобо-Диуласо
- Чемпион Буркина-Фасо: 2014/15

«Салитас»
- Обладатель Кубка Буркина-Фасо: 2017/18

«Хоройя»
- Чемпион Гвинеи (2): 2020/21, 2021/22